# Vies privées (film, 1931)
Pour plus de détails, voir Fiche technique et Distribution.
Vies privées  (titre original : Private Lives) est un film américain réalisé par Sidney Franklin, sorti en 1931.

## Synopsis
Elyot Chase et Amanda Prynne ont divorcé après un mariage tumultueux. Ils se remarient chacun de leur côté, mais le hasard fait que les deux couples se retrouvent pour leur lune de miel dans deux suites contiguës du même hôtel sur la Côte d'Azur. Amanda reconnaissant Elyot veut partir mais Victor son nouveau mari s'y refuse ; le ton monte et Victor descend seul au bar de l'hôtel. Elyot de son côté veut également quitter l'hôtel mais son épouse Sybil se met en colère, refuse de s'en aller et descend dîner seule. Amanda et Elyot finissent par se rapprocher et après avoir échangé des piques assassines, boivent et fument ensemble, se remémorent le "bon vieux temps", flirtent un peu et décident de quitter l'hôtel ensemble. Ils choisissent de se rendre  à  Saint-Moritz, mais le couple ne tarde pas à se quereller. D'un commun accord ils conviennent d'un "safeword" qui permettra de stopper instantanément toute querelle dès qu'il sera prononcé. Cette procédure fonctionne jusqu'à leur installation dans un chalet ; mais une dispute éclate, Amanda passe outre au « safeword » et les deux anciens époux se battent comme des chiffonniers. C'est à ce moment que Victor et Sybil qui étaient sur leur piste font leur apparition. Amanda s’apprête à partir avec sa valise mais Victor demande des explications. La jeune femme temporise et déclare qu'elle désire prendre son petit déjeuner avant toute discussion. Les deux couples prennent le petit déjeuner dans un climat tendu, jusqu'à ce que les premières vannes entre Victor et Sybil éclatent. Pendant qu'ils s'expliquent, Elyot et Amanda sortent et quittent Saint-Moritz par le train dans lequel ils ne tardent pas à se quereller de nouveau. Mais le chef de train intervient en indiquant le nom du prochain arrêt : "Sollochs" ; or il se trouve que ce nom est le "safeword" du couple qui du coup cesse sa querelle et le film se termine ainsi.

## Fiche technique
- Titre : Vies privées
- Titre original : Private Lives
- Réalisation : Sidney Franklin
- Assistant réalisateur : Harold S. Bucquet (non crédité)
- Scénario : Hanns Kräly, Richard Schayer et Claudine West, d'après la pièce de Noel Coward
- Production : Irving Thalberg (non crédité)
- Société de production : Metro-Goldwyn-Mayer
- Photographie : Ray Binger
- Montage : Conrad A. Nervig
- Musique : William Axt (non crédité)
- Direction artistique : Cedric Gibbons
- Costumes : Adrian
- Pays de production :  États-Unis
- Format : Noir et blanc — 35 mm — 1,37:1 — Son : Mono (Western Electric Sound System)
- Genre : Comédie dramatique
- Durée : 84 minutes
- Date de sortie :
  - États-Unis : 12 décembre 1931

## Distribution
- Norma Shearer : Amanda Prynne
- Robert Montgomery : Elyot Chase
- Reginald Denny : Victor Prynne
- Una Merkel : Sibyl Chase
- Jean Hersholt : Oscar
- George Davis : Bell Hop
- Wilfrid North (non crédité) : compagnon de Sibyl au mariage

## Autour du film
- Réalisé avant l'instauration du Code Hays ce film est une illustration comique de « l'amour vache », une relation amoureuse et passionnée dans laquelle les deux protagonistes ne peuvent s’empêcher de manifester de l’agressivité verbale (voire physique) réciproque.
- La ville de Sollochs, en Suisse, où le train s’arrête pour le dernier plan du film est purement imaginaire.